# Czeper
Czeper (zm. po 1310) – chan z rodu Ugedeja, panujący w latach 1303 - 1306.
Był najstarszym synem Kajdu (zm. ok. 1301). Według Raszida ad-Dina wyglądał jak Rusin albo Czerkies, nie był zatem czystej krwi Mongołem. Kajdu wyznaczył swoim następcą syna Urusa, jednak chan Czagataidów, Duwa (ok. 1282 - 1307), uznał, że Czeper będzie dla niego wygodniejszym władcą ułusu Ugedeja (1229 - 1241) i doprowadził do jego wyboru, który dokonał się wiosną 1303 roku w mieście Imil (w pobliżu dzisiejszego Tachengu w Xinjiangu). W sierpniu 1303 roku za namową Duwy Czeper uznał nominalną zwierzchność Wielkiego Chana Temüra Öldżejtü (1294 - 1307), kończąc tym samym wojnę prowadzoną przez swojego ojca, którego większość zdobyczy terytorialnych na wschodzie musiał oddać. Następnie wysłannicy Temüra Öldżejtü, Duwy i Czepera podpisali we wrześniu 1304 roku wspólne porozumienie z ilchanem Oldżajtu (1304 - 1316), tym samym przywracając nominalną jedność imperium mongolskiego. Jednak już w roku 1305 Duwa w porozumieniu z Wielkim Chanem zaatakował Czepera. Został on pokonany w roku 1306 i jego młodszy brat, Jangiczar, został marionetkowym chanem rządzącym okrojonym ułusem Ugedeja pod protektoratem Duwy. Duwa zmarł w następnym roku i jego następcą został jego syn, Könczek (1307-1308). Ten zmarł w roku 1308 i kolejnym chanem został Taliku (1308-1309), pochodzący z innej linii niż Duwa, który podjął wrogie działania przeciwko jego synom. To wkrótce doprowadziło do rebelii, i Taliku został pokonany przez syna Duwy, Kebeka (ok. 1320 - 1327). Czeper wykorzystał zamieszanie związane z sukcesją po Duwie do podjęcia próby odzyskania dawnej pozycji i w roku 1309 wraz z braćmi wszczął bunt. Został jednak pokonany przez Kebeka i ostatecznie uciekł do Chin, gdzie w roku 1310 poddał się Wielkiemu Chanowi Külügowi (1308-1311). Kurułtaj, który Kebek zwołał w lecie roku 1309 potwierdził niemal całkowitą dezintegrację ułusu Ugedeja. Jego ziemie na południe i zachód od gór Ałtaj przejął Wielki Chan, natomiast większość pozostałego terytorium ułusu zagarnęli Czagataidzi.